# Jiddisch
Jiddisch (ייִדיש/yidish eller אידיש/idish, bokstavligen 'judiskt'), tidigare kallat judetyska, är ett germanskt språk som talas som modersmål av omkring 800 000 judar i hela världen.

## Historik
Språket uppstod under 1000-talet i det område som sedermera blev Tyskland. Strax före andra världskriget talades det globalt av cirka 11 miljoner (2/3 av alla judar), men Förintelsen innebar en minskning till cirka 5 miljoner talare. Därefter har mängden talare av språket fortsatt att minska, bland annat på grund av migration till Israel, där efterföljande generationer i första hand kommit att tala hebreiska. Förutom de modersmålstalande bedöms ytterligare cirka tre miljoner människor kunna tala språket. Jiddisch är ett av flera judiska språk och ett av de minsta nationella minoritetsspråken i Sverige. Namnet jiddisch betyder judiska. Andra judiska språk är t.ex. hebreiska, ladino och arameiska.
I Sverige började jiddisch att användas på 1600–talet men först i slutet av 1700–talet uppstod en mer kontinuerlig användning. Före andra världskriget hade länder som Polen, Ukraina, Ryssland, Belarus, Litauen, Lettland, Moldavien och Rumänien en hög andel jiddischtalande. Genom emigration har jiddisch brett ut sig till USA, Argentina och Sydafrika.

## Språket
Jiddisch är en förening mellan två främmande språkfamiljer. Språket finns i flera dialekter och skrivs med det hebreiska alfabetet. Idag talas jiddisch av fyra miljoner människor och i städer som New York, Jerusalem, Antwerpen och Montreal är jiddisch ett vardagsspråk.
I jiddisch ingår dels de traditionella judiska språken hebreiska och arameiska, men även grekiska och judiska dialekter.

## Fonologi
Se även Wiktionary:Stilguide/Uttal/Jiddisch.

### Vokaler
|             | Främre | Mitten | Bakre |
| ----------- | ------ | ------ | ----- |
| Sluten      | ɪ      |        | ʊ     |
| Mellanöppen | ɛ      | ɜ      | ɔ     |
| Öppen       | a      |        |       |

Källa:

### Konsonanter
|                     | Bilabial | Labiodental | Alveolar | Postalveolar | Palataliserade | Velar  | Glottal |
| ------------------- | -------- | ----------- | -------- | ------------ | -------------- | ------ | ------- |
| Klusil              | p \| b   |             | t \| d   |              | tʲ \| dʲ       | k \| g | ʔ       |
| Nasal               | m        |             | n        |              | nʲ             | ŋ      |         |
| Tremulant           |          |             | r~ɾ      |              |                |        | ʀ       |
| Frikativ            |          | f \| v      | s \| z   | ʃ \| ʒ       | sʲ \| zʲ       | χ \| ɤ | h       |
| Approximant         |          |             |          |              | j              |        |         |
| Lateral approximant |          |             | l        |              | ʎ              |        |         |

Källa:

## Språkets namn och skrift
Språkets ursprungliga namn var lashon-ashkenaz (לשון-אַשכּנז = "ashkenaz-språk"), från det dåtida judiska namnet för detta område, och benämndes även taytsh (טײַטש), en variant av tiutsch, beteckningen på språket som för övrigt talades i den regionen (nutidens Deutsch, tyska). I dagligt tal kallades språket för מאַמע-לשון (mame-loshn = "modersmål") för att särskilja det från לשון הקודש (Loshn-hakodesh = "det heliga språket") hebreiska och arameiska. Benämningen jiddisch används i litterära sammanhang men kom i bruk först under 1700-talet. I likhet med andra judiska språk som saknar släktskap med hebreiska, som ladino (judeo-spanska) och dzhidi (judeo-persiska), skrivs jiddisch med en egen variant av det hebreiska alfabetet.

## Grammatik
Eftersom jiddisch och högtyska har ett gemensamt ursprung liknar de båda språken varandra i grammatisk uppbyggnad. Till exempel använder jiddisch ett något förenklat fyrkasussystem och verbböjningen liknar också tyskans. Däremot avviker jiddisch syntax markant från högtyska då ordföljden tämligen strikt följer mönstret subjekt-objekt-verb.

## Historia
Jiddisch är baserat på medelhögtyska, framför allt då medelrhenländska, men innehöll redan från början ett tydligt inslag av ord från hebreiskan och arameiskan. Allteftersom språkområdet spreds österut absorberades även väsentliga mängder slaviska språkelement. Detta ledde med början under 1300-talet till en dialektal delning mellan västjiddisch och östjiddisch. Den senare delades därefter vidare i nord-, central-, och sydöstjiddisch.
Tidigt under 1900-talet inleddes försök till att standardisera jiddisch rättstavning. Detta ledde till en modern standardjiddisch, som till största del baserades på den nordöstliga dialekten som talades i Litauen — Litvish. Detta accepterades så småningom i pedagogiska sammanhang, men hade ingen märkbar effekt på den dialektala variationen i vare sig dagligt tal eller litterära sammanhang förutom att sätta igång en debatt som alltjämt pågår om huruvida någon form av standardisering var behövlig och hur den i så fall ska utformas. Det största antalet jiddischtalare tillhör den centrala dialektgruppen, Poylish, följt av den sydöstra Ukrainish. Västjiddisch betraktas idag som utdött.
När flera östeuropeiska städer under 1600- och 1700-talet utvecklades till centra för judiskt liv, blev jiddisch det dominerande språket för en stor del av Östeuropas judar. Det betraktades som ett vardagsspråk, till skillnad från hebreiskan som förblev språket för religiösa studier. Därför kom den sekulära judiska kultur som uppstod att använda sig av jiddisch. Under 1800-talet började detta utvecklas till att omfatta en litteratur som i alla avseenden kunde jämföras med den som skrevs på mer allmänt erkända "kulturspråk". Till de "tre stora" klassiska jiddischförfattarna räknades Schalom Jakob Abramovitj, Sholem Aleichem och Isaac Leib Peretz. En annan viktig författare från mellankrigstiden är Sholem Asch, som fortsatte att publicera på jiddisch efter andra världskriget.

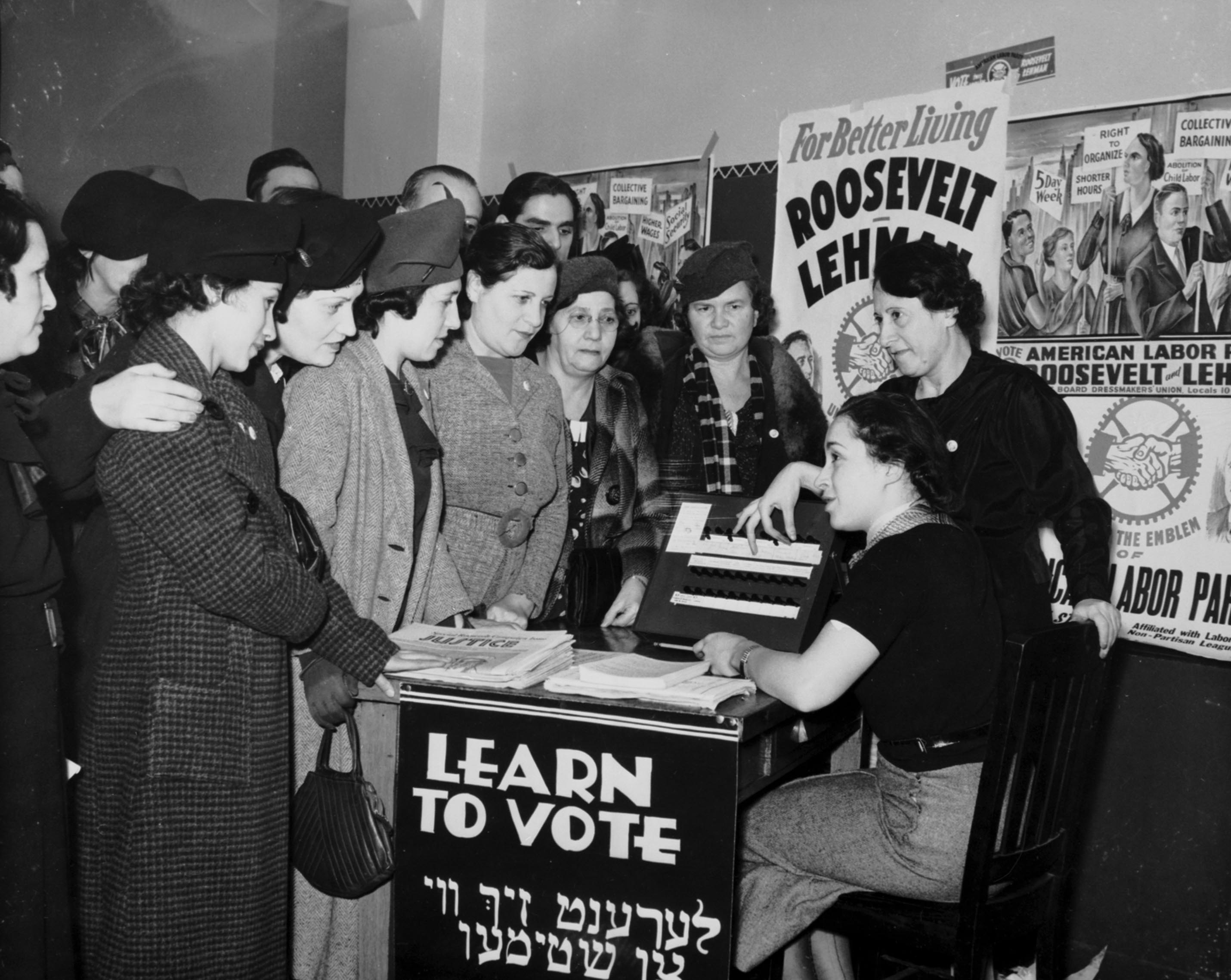
Valaffischer på engelska och jiddisch 1935.

Från sent 1800-tal spreds jiddisch till USA som ett resultat av judisk migration och i New York utvecklades en jiddischspråkig dagspress med en omfattande upplaga (som existerar ännu idag fast med den dagliga utgivningen numera reducerad till veckovis). Inom den sionistiska rörelsen debatterades livligt om jiddisch eller den nyskapade moderna hebreiskan skulle bli det officiella språket.
Antalet jiddischtalande ökade fram till andra världskriget och 1935 uppskattades språket talas av omkring 10,7 miljoner människor världen över, varav över 63 procent fanns i östra Europa, främst Litauen, Polen, Ukrainska SSR och Vitryska SSR. I Ukrainska SSR, Vitryska SSR och Judiska autonoma länet i Sovjetunionen var jiddisch dessutom officiellt språk.

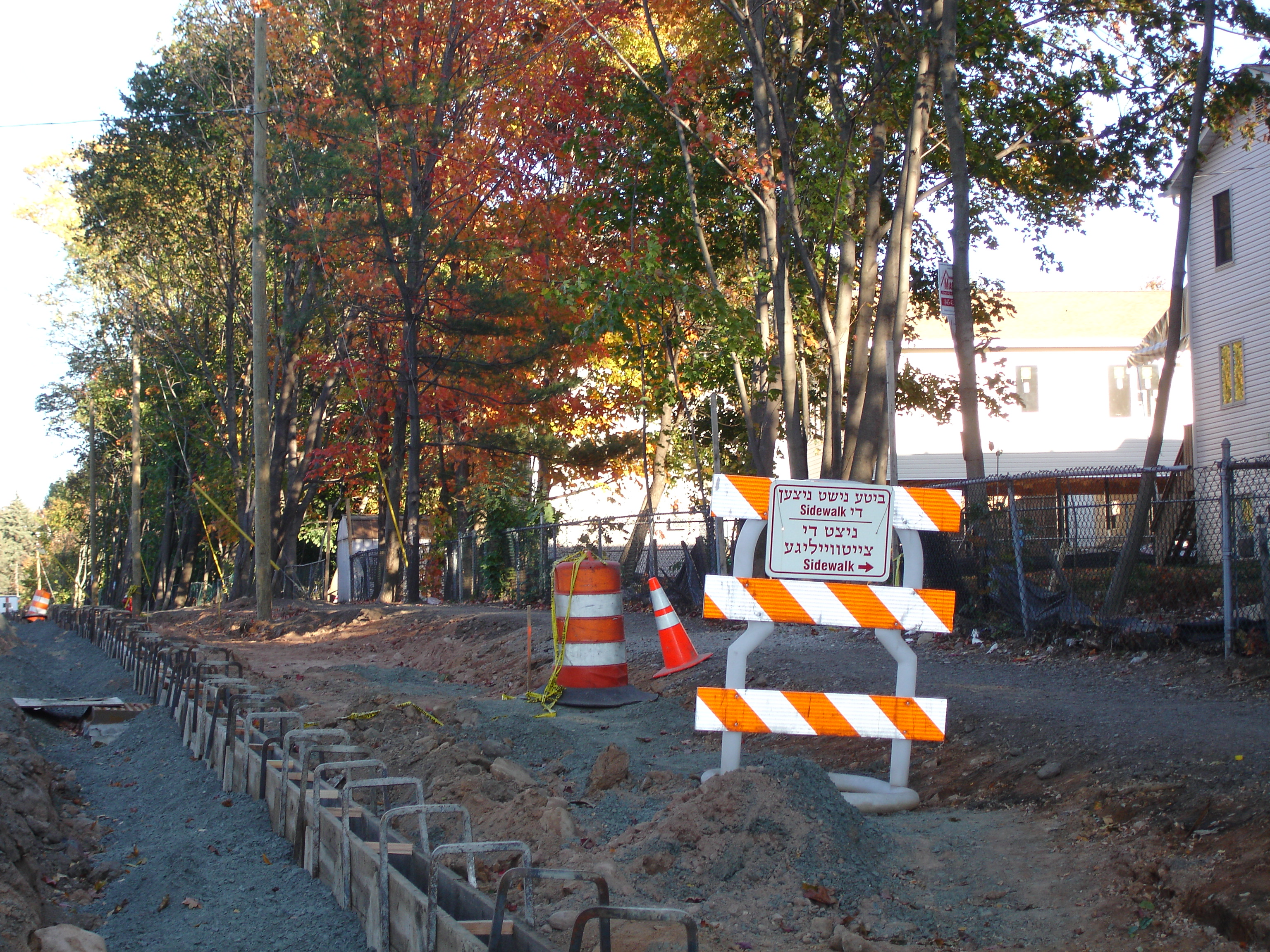
Tvåspråkig skylt i Ramapo, New York där det finns etablerad jiddischtalande befolkning.

Eftersom den tyska ockupationen av Polen och västra Sovjetunionen omfattade de områden där jiddisch var som livskraftigast, innebar förintelsen av Östeuropas judar 1941–1944 att hela den sammanhängande jiddisch-världen också utplånades, så när som på mindre ortodoxa grupper och invandrarsamhällen utanför Europa.
Jiddisch betraktas oftast som ett språk på väg att dö ut, med hög medelålder bland primärtalarna. Det fortlever dock bland vissa ortodoxa grupper i USA och Israel (som inte använder hebreiska i vardagliga sammanhang). Även om dessa är relativt begränsade till antalet, håller de på att växa genom en hög nativitet. Ett intresse för att bevara jiddischkulturen har också gjort att allt fler lär sig jiddisch för att återuppta den egna språktraditionen, respektive som ett främmande språk. Språket fick förnyad uppmärksamhet när den jiddisch-språkige författaren Isaac Bashevis Singer tilldelades Nobelpriset i litteratur 1978. Den israeliska sångerskan Chava Alberstein har spelat in ett flertal folksånger på jiddisch. Bland filmer på språket kan nämnas Menashe.

## Status som språk

### Finland
Jiddisch, mer specifikt dess nordöstra dialekt, var på 1880-talet modersmål för nästan alla judar i Finland. Tyskan hade stor påverkan på jiddisch som användes i Finland. Användningen av jiddisch i Finland minskade på 1900-talet, ända till år 1930 sade bara sju procent av judarna i Finland att de använde jiddisch som talspråk. Jiddisch hade fått en låg status såväl bland judarna som bland de övriga finländarna. Numera används jiddisch inte längre i Finland, även om 24 procent av finländska judar år 2003 sade att de kan och 40 procent att de förstår jiddisch.

### Judiska autonoma länet
Judiska autonoma länet etablerades 1934 i dåvarande Sovjetunionen med jiddisch som officiellt språk. 

### Sverige
Jiddisch är sedan 2000 ett av Sveriges officiella minoritetsspråk. Den svenska minoritetspråkskommittén rekommenderade i sitt betänkande att jiddisch inte skulle få status som minoritetsspråk (SOU 1997:192). Regeringen valde dock att gå emot kommitténs förslag, vilket också fick stöd av riksdagen. Därmed blev jiddisch erkänt som ett extraterritoriellt minoritetsspråk i Sverige, vilket betyder att språkets användare till skillnad från till exempel tornedalsfinskans inte kan knytas till något avgränsat geografiskt område. Som ett resultat av jiddischs ställning som minoritetsspråk har Lunds universitet fått regeringens uppdrag att bedriva undervisning och forskning i språket.
Uppskattningen av antalet talare varierar mellan 2 000 och 6 000 personer enligt de olika sammanställningar och enkäter som gjorts i Sverige. Bland dessa ingår personer som inte är modersmålstalare och vars kunskaper i jiddisch kan variera mellan "bra eller mycket bra" och att bara kunna enstaka ord. Modersmålstalare av jiddisch i Sverige anses vara nästan uteslutande äldre individer, många av dem invandrare under efterkrigstiden fram till 1960-talet. Utifrån enkäter om språkkunskaper i jiddisch inom svenska judiska församlingar, antalet invandrade judar och andelen jiddischtalande inom judiska befolkningar i andra länder har lingvisten Mikael Parkvall uppskattat antalet modersmålstalare av jiddisch i Sverige till 750–1500 talare.

### Ukrainska folkrepubliken
Jiddisch var officiellt språk i Ukrainska folkrepubliken (1917–1921).

### USA

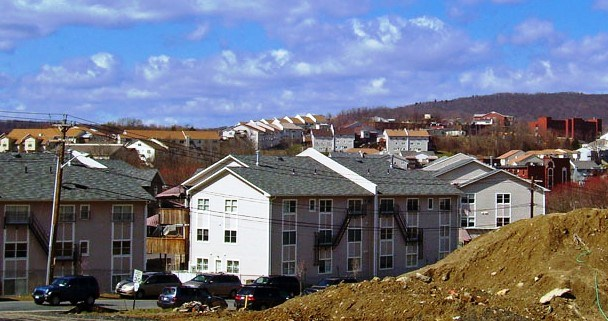
Kiryas Joel är en jiddischtalande bosättning i New York där majoriteten av invånarna ingår i den judiska jiddischtalande väckelserörelsen chassidism.

Den judiska migrationen till USA bestod till en början av judar med sefardisk bakgrund, vilka inte hade jiddisch som modersmål. Det var inte förrän vid mitten av 1850-talet som jiddischtalande började emigrera till USA, och som jiddisch etablerades som ett minoritetsspråk. Framför allt utgjordes den jiddischtalande minoriteten av ashkenaziska judar från Central- och Östeuropa. Vidare har den jiddischtalande språkminoriteten under 1900-talet fortsatt att växa i antalet talare, vilket möjliggjorts av en aktiv isolationsprocess inom olika ortodoxt judiska grupperingar.
Under 1900-talet har flera olika jiddischtalande bosättningar växt fram i USA där jiddisch utgjort majoritetsspråket. Framför allt har framväxten av judiska bosättningar uppkommit i New York.